# Jacek Gałązka
Jacek Galazka (Tychy, 27 januari 1973) is een Poolse illustrator, grafisch ontwerper, beeldende kunstenaar, dichter en muzikant.

## Polen
Zanger en dichter Jacek Galazka was in 1993 mede-oprichter van de Poolse psychedelic rockband R-Band. Nauw verbonden met de onafhankelijke artistieke groep "Avant Garde" Sommerfeld, waar samen met vrienden experimenteerde met schilderkunst, muziek, literatuur, poëzie, film en theater.

## Nederland
Van 2000 tot 2006 werkt hij in Galerie Atelier ViaKunst als beeldende kunstenaar. Van 2004-2008 studeerde Galazka aan de AKV St. Joost in Breda de richting grafisch ontwerper. Tijdens zijn studie begon hij al aan een baan bij studio Proforma (2006 - 2007) in Rotterdam. Daarna werkte Jacek als artdirector, illustrator en grafisch ontwerper bij studio AsterDesign (2008 – 2009) in Delft.
In 2009 richtte hij OKO GRAPhia designstudio op, een creatief ontwerpbureau voor visuele communicatie gespecialiseerd in grafisch ontwerp en illustraties waarmee hij visueel sterke concepten voor nationale en internationale bedrijven creëert. Zijn werk kenmerkt zich door het op speelse wijze combineren van illustratie, typografie met verschillende grafische technieken. Jacek Galazka illustreert en ontwerpt o.a. huisstijlen, boeken en boekomslagen, posters, magazines en reclame drukwerk flyers, folders, brochures voor verschillende opdrachtgevers.

#### Belangrijkste illustratie projecten
- Illustraties voor educatieve uitgave van Open Universiteit Nederland in
- Illustraties voor  reclame uitgave van Theater Pierrot in Den Haag.
- Illustraties voor educatieve uitgave van Onderwijsadviesbureau Wolters in Sint Odiliënberg.
- Boekillustraties voor uitgeverij ITEM Publishing in Warschau

#### Belangrijkste grafische projecten

##### Affiche ontwerp
- Affiches voor Theater Pierrot in Den Haag (studio AsterDesign)
- Affiches voor Theater ZEP in Amsterdam (studio OKO GRAPhia)
- Affiches voor Internationale Film Festival OFF CINEMA in Poznań, (studio OKO GRAPhia)
- Affiches voor Internationale Art & Jazz Festival in Oleśnica, (studio OKO GRAPhia)
- Affiches voor 20e Internationale Poster Biënnale in Warschau (studio OKO GRAPhia)

##### Huisstijl ontwerp
- Bedrijfsidentiteit van Tulp Fietsen (studio AsterDesign)
- Betrokken bij ontwikkeling van de bedrijfsidentiteit van AFM (studio Proforma)
- Bedrijfsidentiteit van Agrolux (studio OKO GRAPhia)
- Bedrijfsidentiteit van Festival van Gelijke Rechten (studio OKO GRAPhia)

##### Boeken ontwerp
- Boeken ontwerp voor uitgeverij ITEM Publishing in Warschau (studio OKO GRAPhia)
- Boeken ontwerp voor uitgeverij DE iure  Publishing in Berlijn (studio OKO GRAPhia)
- Boeken ontwerp voor uitgeverij Sprachlit in Köfering, Duitsland (studio OKO GRAPhia)

#### Kunst exposities
- galerie Via Kunst Rotterdam 2000-2006
- galerie Y.M.C.A. Porto(Portugal) 2001
- galerie Slaphanger Rotterdam 2001,2003
- galerie Medea Rotterdam 2002,2003
- galerie Atelier79 Spijkenise 2003
- galerie in Brazzo Rotterdam 2004
- galerie Roodkaje Rotterdam 2004
- galerie Kunstmok Den Bosch 2005
- galerie Pool120 Rotterdam 2006

#### Grafisch exposities
- Landelijke gedichtendag affiche expo Breda  2006
- Internationale Poster Biënnale in Warschau   2006
- Filmfestival Euroshorts affiche expo in Warschau 2006

#### Prijzen
- Een eervolle vermelding Europese poster competitie Design Against Fur! 2007
- Een eervolle vermelding poster competitie 20 Internationale Poster Biënnale in Warschau 2006